# Provincieweg
Met provincieweg werd een weg bedoeld in het beheer van een der Belgische provincies. In 2002 waren er in België in totaal 1349 km provinciewegen, waarvan 635 kilometer binnen het grondgebied van het Vlaams Gewest en 714 kilometer binnen het grondgebied van het Waals Gewest. Op het grondgebied van het provincieloze Brussels Hoofdstedelijk Gewest zijn uiteraard geen provinciewegen te vinden.

## Vlaams Gewest
In Vlaanderen werden op 1 januari 2009 alle resterende primaire en secundaire provinciewegen overgedragen naar het Vlaams Gewest en valt nu onder het beheer van het Agentschap Wegen en Verkeer (dat provinciale afdelingen heeft). De overblijvende lokale wegen zullen uiterlijk tegen 1 januari 2012 overgedragen worden naar de gemeenten. Hiermee wordt het beheer van de wegen eenvoudiger, omdat nu alleen nog het Vlaamse Gewest en de gemeenten wegbeheerder zijn. Ook de provincies zelf waren hier vragende partij voor.
De provincie Limburg heeft nooit provinciewegen gehad. De andere vier provincies beheerden elk zo'n 100 à 200 km en in totaal 737 km in 2006.

## Waals Gewest
Ook in Wallonië heeft men de provinciale wegen overgedragen naar het beheer van het Waals Gewest. Dit was reeds in 2002 voorzien maar de overdracht werd pas in 2011 beslist en deels uitgevoerd in 2012.